# Stara zakristija
Stara zakristija San Lorenzo  (italijansko Sagrestia Vecchia di San Lorenzo) je starejša od dveh zakristij bazilike San Lorenzo v Firencah v Italiji. Je eden najpomembnejših spomenikov zgodnjeitalijanske renesančne arhitekture. Zasnoval jo je Filippo Brunelleschi in plačala družina Medičejcev , ki jo je uporabljala tudi za svoje grobnice in je dala ton razvoju novega arhitekturnega sloga, zgrajenega okoli proporcev, enotnosti elementov in uporabe klasičnih redov. Prostor so začeli imenovati stara zakristija potem, ko so leta 1510 začeli z novo na drugi strani transepta sv Lovrenca.

## Zgodovina
Gradnja se je začela leta 1421 in v veliki meri dokončala leta 1440. Ko je bila končana, pa je bil precej osamljena, razlog za to pa je bil, da gradnja nove stavbe bazilike sv. Lovrenca, za katero je bil tudi odgovoren Brunelleschi, ni bila daleč. Šele v letih po 1459 je bila stara zakristija združena s baziliko, povezana z levim transeptom.

## Opis
Tloris je popoln kvadrat z manjšo kvadratno scarsella ali majhno apsido s pravokotnim tlorisom, ki štrli izven glavne zgradbe in oltarjem na južni strani. Scarsella je aksialno postavljena v steno in je povezana z glavnim prostorom z obokano odprtino. Notranjost glavnega prostora je artikulirana z ritmičnim sistemom pilastrov, lokov, ki poudarjajo geometrijsko enotnost prostora. Pilastri so izključno za vizualne namene in prav ta prelom med resnično strukturo in videzom strukture, kar  je bila ena od pomembnih novosti Brunelleschijevega dela. Pilastri podpirajo entablaturo, katere edini namen je razdeliti prostor na dve enaki vodoravni coni. V zgornjem pasu so pod kupolo pendantivi, še ena relativna novost, bolj značilna za bizantinsko arhitekturo. Kupola je pravzaprav v obliki dežnika, sestavljena iz dvanajstih obokov, združenih v sredini.  To ni bila nenavadna oblika, Brunelleschi pa se je tehnike morda naučil ob obisku Milana ali drugih krajev, kjer so takšne kupole že obstajale. Novost je bil način, kako je bila kupola integrirana v delež prostora spodaj. Uporaba barve je omejena na sivo za kamen in belo za steno. Pravilna uporaba korintskega reda za kapitele je bila tudi nova in priča o Brunelleschijevem poznavanju antične rimske arhitekture.
Dekorativne podrobnosti je ustvaril Donatello, ki je oblikoval tonde v pendantivih, lunete,reliefe nad vrati in sama vrata.
Manjša kupola nad oltarjem je okrašena z astrološkimi upodobitvami ozvezdij. Razporeditev ozvezdij je dovolj natančna za oceno določenega datuma, ki ga predstavljajo, čeprav je prišlo do nesoglasij glede predvidenega datuma, ki je tam zastopan. Leta 1911 je Aby Warburg najprej poskusil s pomočjo hamburškega astronoma in zaključil, da je to 9. julij 1422, datum posvetitve oltarja. Gertrud Bing je to pozneje zavrnila v prid izračunu Arthurja Beera za 6. julij 1439, datum sklepne seje Florentinskega koncila, na katerem so latinski in grški delegati podpisali statut Unije med vzhodnim in zahodnim krščanstvom. Novejši preračun profesorja Johna L. Heilbrona je neodvisno potrdil ta datum in celo čas dneva ocenil okoli poldneva.

## Vpliv arhitekture
Arhitektura Stare zakristije je eden najpomembnejših rezultatov študij o stavbah kvadratnega tlorisa, ki je nujen za vse kasnejše stavbe. Njena oblika, povezana s kombinacije krogle s kocko in drugimi navadnimi oblikami, je bila še posebej uspešna in jo je nadalje razvil Brunelleschi (pomislite samo na kapelo Pazzijev) in jo prevzeli drugi arhitekti. Zaradi funkcionalnosti in harmonije celote je postal eden od osnovnih modelov za kapele in mavzoleje, ne le v Toskani.
Če navedemo le najbolj znane primere: 
- Michelozzo - Kapela Treh kraljev,
- Giuliano da Sangallo - v monumentalnem merilu v baziliki Santa Maria delle Carceri v Pratu in
- Michelangelo - Nova zakristija, zgrajena kot pendant z Brunelleschijevo.

V Benečiji in Lombardiji (tako kot v kapeli Portinari) bo zaradi razkošja okrasja arhitekturni model zgolj podpora okrasju in tudi prednost bolj domiselnemu in ležernemu pristopu do klasičnih redov, ki so vse bolj oddaljeni od izvirnika.

## Okras
Donatello je večkrat delal na zakristiji, pri nekaterih delih je uporabljal tudi nedoločene sodelavce, za katere so nekateri domnevali, da bi lahko bila Michelozzo ali Luca della Robbia. Donatello je zasnoval komplet barvnih štukaturnih okraskov velike izrazne intenzivnosti. Okrasitev se je verjetno začela v letih 1428-1429 z Zgodbami sv. Janeza Evangelista, nato pa je bilo zaradi burnih dogodkov družine Medici prekinjena. Leta 1434 se je delo vrnilo s Cosimom starejšim iz Padove in Donatellom iz Rima. Morda so bili dokončani leta 1439, ko je bil v kapeli pomemben verski obred, vsekakor pa so bili vsi dokončani leta 1443, v letu Donatellovega odhoda v Padovo.
Friz s kerubi in serafi v okvirju, izdelan v glaziranem barvnem kalupu iz terakote, pripisujejo Luci Delli Robbiji.
Doprsni kip sv. Lovrenca, na ploščadi nasproti oltarja, pripisujejo Desiderio da Settignano zaradi njegove slikovne občutljivosti, v preteklosti pa je tudi veljal za delo Donatella.
Freske na oboku kupole v scarsella segajo v zgodnja štirideseta leta 15. stoletja in prikazujejo kozmološko stanje Sonca in ozvezdij, kot se je pojavilo v Firencah v noči na 4. julij 1442, kot so pokazale študije prikazane med restavracijami iz leta 1984 - 1989. Domneva se, da je nebesni obok naslikal eklektični slikar-dekorater Giuliano d'Arrigo, znan kot Pesello, na priporočilo astronoma Paola dal Pozza Toscanellija.

## Grobnice
V središču je sarkofag Giovannija di Biccija Medičejskega in Piccarda Buerija, avtorja Buggiana. Ob eni od sten je porfirni in bronasti sarkofag Giovannija in Piera de' Medici, delo Verrocchia.